# Арнольд, Фридрих
Фридрих Арнольд (8 января 1803, Эденкобен, Южный Вайнштрассе — 4 июля 1890, Гейдельберг) — известный немецкий врач, анатом и физиолог. Он был почётным профессором и заведующим кафедрой анатомии и физиологии в Университете Гейдельберга. Он преподавал медицину в Гейдельбергском университете в то же самое время, что и его старший брат, Иоганн Вильгельм Арнольд (родившийся в 1801 году и умерший в 1873 году).

## Биография
Фридрих Арнольд изучал анатомию под руководством Фридриха Тидемана (1781-1861) и Винсента Фомана (1794-1837). Он стал доктором медицины 7 сентября 1825 года в Гейдельбергском университете. Через несколько лет он стал ассоциированным профессором этого университета. Начиная с 1835 года, он работал в университетах разных городов и земель: в Цюрихе, Фрайбурге, Тюбингене. В 1852 году он вернулся в Гейдельберг, уже на должность полного профессора и заведующего кафедрой анатомии и физиологии Гейдельбергского университета. Незадолго до своего выхода на пенсию, он получил звание почётного профессора. После отставки Арнольда, должность профессора и заведующего кафедрой анатомии и физиологии Гейдельбергского университета занял Карл Гегенбаур (1826-1903).

## Научная деятельность
Аурикулярная ветвь блуждающего нерва была названа по имени Арнольда — «нервом Арнольда», после того, как Арнольд описал рефлекторный кашель в ответ на раздражение кожи слухового канала в ухе или слизистой барабанной перепонки. Другие эпонимы, названные в честь Арнольда — «Арнольдов ганглий» (ганглий слухового нерва) и «Арнольдов канал» (отверстие в височной кости, через которое проходит аурикулярная ветвь блуждающего нерва, то есть нерв Арнольда).
Арнольд также был уважаемым частнопрактикующим врачом-консультантом в Гейдельберге.

### Основные труды
- Tabulae anatomicae, quas ad naturam accurate descriptas in lucem edidit; 1838-1842
- Abbildungen der Gelenke und Bänder des menschlichen Körpers; Цюрих, 1843 год (в соавторстве с братом, Вильгельмом Арнольдом): изображения суставов и связок человеческого тела.
- Handbuch der Anatomie des Menschen; в трёх томах, 1843-1851 — Учебник анатомии человека.